# 絲州
絲州是宋代的一個羈縻州。其轄地在今重慶市貴州省廣西省湖南省交界處一帶地方，是招撫當地土著所設置的州縣，一般由其頭人任州官，屬夔州路紹慶府。